# Rękoczyn Credégo
Wydobycie łożyska sposobem Credégo (rękoczyn Credégo, manewr Credégo) – zabieg polegający na wydobyciu popłodu. Aby mógł zostać przeprowadzony, łożysko musi być oddzielone. Stanowi ostatnią szansę urodzenia popłodu z możliwością uniknięcia zastosowania zabiegu wewnętrznego. Najlepiej wykonać go w narkozie, jednak wykonując go po raz pierwszy można go przeprowadzić bez narkozy. Jeśli ta próba nie przyniesie zamierzonych skutków, należy wykonać ją kolejny raz, ale już w narkozie, kiedy rodząca będzie uśpiona do przeprowadzenia ręcznego wydobycia łożyska.

## Warunki do przeprowadzenia rękoczynu Credégo
Zabieg ten musi przebiegać podczas skurczu macicy, która powinna znajdować się w linii środkowej ciała. Dodatkowo, trzon macicy, w przeciwieństwie do części pochwowej nie powinien być zgięty. Spełnienie tych warunków przyczyni się do polepszenia skuteczności przeprowadzanego rękoczynu.

## Sposób wykonania
Trzon macicy należy ująć dłonią w taki sposób, że cztery palce trzymają trzon od tyłu, a kciuk znajduje się na przedniej ścianie. Osoba wykonująca ten zabieg, powinna masować trzon aż do powstania skurczu, po czym powinna wycisnąć łożysko do pochwy. Zabieg przyniesie oczekiwany rezultat tylko wtedy, kiedy łożysko będzie oddzielone. W przeciwnym razie ten rękoczyn nie powiedzie się i w takim wypadku, należy jak najszybciej wykonać operację ręcznego oddzielenia łożyska.